# William Dunning
William Dunning (Arthurlie, 2 gennaio 1865 – Southampton, 4 gennaio 1902) è stato un calciatore scozzese, di ruolo portiere.
Morì a Southampton il 4 gennaio 1902 di tubercolosi.

## Carriera
Fece il suo esordio nelle giovanili del St. Johnstone (chiamate Johnstone Juniors), prima di passare ai Celtic nel 1888. Dopo alcune amichevoli, fece il suo esordio ufficiale con la maglia dei Bhoys il 1º settembre dello stesso anno, nella vittoria per 5-1 contro il Shettleston, in un incontro valido per la Scottish Cup (per la squadra di Glasgow si trattava della prima partecipazione). Collezionò 6 presenze, tutte nella Scottish Cup, quindi si trasferì ai Glasgow Hibernian (che successivamente confluirono nel Celtic) nel 1889. Passò successivamente al Bootle Football Club, dove rimase fino al 1892, prima di essere ingaggiato dall'Aston Villa, che vinse la First Division (oggi FA Premier League) nel 1894 e dove Dunning venne indicato tra i migliori portieri del calcio inglese del periodo.
Il 12 settembre 1892, mentre l'Aston Villa era in vantaggio per 1-0 contro lo Stoke City, a due minuti dalla fine venne assegnato un calcio di rigore agli avversari. Dunning calciò allora il pallone fuori dal terreno di gioco e, durante le ricerche dello stesso, il direttore di gara fischiò la fine della partita (essendo trascorso il 90') assegnando così la vittoria ai Villans. Successivamente a ciò, il regolamento fu modificato in modo da permettere la battuta dei calci di rigore anche a tempo scaduto.

## Palmarès

### Club

#### Competizioni nazionali
- Campionato inglese: 1

Aston Villa: 1893-1894
- Coppa d'Inghilterra: 1

Aston Villa: 1894-1895